# 中川久清
中川 久清（なかがわ ひさきよ）は、江戸時代前期の大名。豊後国岡藩の第3代藩主。官位は従五位下・山城守。日本人離れした顔が描かれた肖像画が残されている。

## 略歴
第2代藩主・中川久盛の長男として京都伏見にて誕生した。母は久松松平定勝の娘となっているが、実際は安威忠右衛門の女。幼名は津久丸。その後、伏見で村井（上笠）五兵衛、吉田四郎左衛門を養育係として育てられる。
承応2年（1653年）、父の死去により跡を継いだ。藩政を確立するため、家老制度や奉行制度を制定し、さらに検地やキリシタン摘発を目指しての絵踏みを行なった。また、岡山藩から熊沢蕃山を招聘して植林政策や郷村制度の強化を行なった。このようにして藩政を確立すると、寛文6年（1666年）5月29日に老齢を理由に長男久恒に家督を譲って隠居した。しかし隠居してもなお、実権を掌握し続けたと言われている。
久住連山の一つ大船山を愛し、足が不自由だったため「人馬鞍」と呼ばれる鞍を屈強の男性に担がせて何度も登山した。
天和元年（1681年）11月初旬、江戸から帰国途中に発病し、11月20日に岡にて死去した。享年67。法号は宝厳院。墓所は、自身が愛した大船山中腹1,300メートルを超える台地上にあり、入山公墓と呼ばれる。
藩政の確立と教育の普及に努めた名君であり、岡藩中興の英主と言われている。

## 系譜
- 父：中川久盛（1594年 - 1653年）
- 母：安威忠右衛門の娘
- 正室：石川忠総の娘
  - 長男：中川久恒（1641年 - 1695年）
- 生母不明の子女
  - 次男：中川久豊
  - 三男：中川清正
  - 四男：中川久和
  - 五男：中川久旨
  - 六男：中川久矩
  - 七男：中川久周
  - 女子：酒井忠挙の養女 - 前田正甫正室
  - 女子：田辺某室